# Pfaffhausen
Pfaffhausen är en ort i kommunen Fällanden i kantonen Zürich i Schweiz. Den ligger cirka 6 kilometer öster om centrala Zürich. Orten har 2 215 invånare (2021).